# Harpagozoon dissidens
Harpagozoon dissidens är en mossdjursart som först beskrevs av Gordon och Jean-Loup d'Hondt 1997.  Harpagozoon dissidens ingår i släktet Harpagozoon och familjen Lekythoporidae. Inga underarter finns listade i Catalogue of Life.